# Isil i Alós
Isil i Alós és una entitat municipal descentralitzada dependent del municipi d'Alt Àneu, a la comarca del Pallars Sobirà.
Té 114 habitants el 2003. Situada a la part septentrional del terme, comprèn tot l'antic municipi d'Isil o Isil i Alós d'Àneu: la capçalera de la vall d'Àneu, travessada per la Noguera Pallaresa, a la zona de transició entre el Pallars i el país de Coserans, a Occitània. Al nord està emmarcada per altes muntanyes, com el Mont-roig (2.847 m), el pic de Clavera (2.721 M) o el Tuc dels Tres Comtes (2.675 m), que només són franquejables pels ports d'Aulà i de Salau.
La formen els nuclis d'Isil, o Gil (el cap de l'entitat), i Alós d'Isil, o d'Àneu, tots dos pobles situats a la carretera C-147 que comunica Alós amb Esterri d'Àneu resseguint la Noguera Pallaresa. Aquests dos nuclis, juntament amb Àrreu, havien format fins al 1970 el municipi d'Isil, any en què, juntament amb València d'Àneu, Sorpe i Son, es va constituir el municipi actual d'Alt Àneu. L'entitat municipal descentralitzada d'Isil i Alós es va crear l'any 1999. Prèviament, entre 1971 i 1992 havia existit la d'Isil i Alòs d'Àneu.
| Entitat de població | Habitants (2019) |
| ------------------- | ---------------- |
| Alós d'Isil         | 27               |
| Isil                | 76               |
| Font: Idescat       |                  |

## Història

### Edat contemporània

#### L'Entitat Municipal Descentralitzada
L'Entitat Municipal Descentralitzada d'Isil i Alós va ser creada amb el nom d'Isil i Alòs d'Àneu el 1971 en haver-se agregat el seu antic municipi al nou d'Alt Àneu. Durant la dictadura del General Franco i els anys immediatament posteriors, fou una entidad local menor o pedania, regida per un alcalde pedani. Més tard, va ser suprimida el 1992, i es va tornar a crear el 23 de febrer del 1999 per Decret de la Conselleria de Governació de la Generalitat de Catalunya, després d'un Edicte de l'Ajuntament d'Alt Àneu de 3 de març del 1998.
Com està previst en la legislació municipal vigent en l'actualitat, els pobles constituïts en Entitat Municipal Descentralitzada (EMD) elegeixen, alhora que l'alcalde i regidors del seu municipi, un president d'EMD. En el cas d'Isil i Alòs, aquesta figura ha estat coberta fins ara per:
- Amb el nom d'Isil i Alòs d'Àneu:
  - Josep Gallart i Roser (1979 - 1983)
  - Jordi Roset i Aura (1983 - 1987)
  - Antoni Gallart i Morancho (1987 - 1992)
- Amb el nom d'Isil i Alós:
  - Josep Maria Gausiach i Barlabé (1999 - 2007)
  - Maria Mercè Salaet i Caballé (2007 - 2011)
  - Sofia Isús i Barado (2011 - 2019)
  - Guillem Manuel Esteban Isus (2019 - 2023)